# 托馬斯·加爾布雷思
第二代斯特拉斯克萊德男爵托馬斯·加洛韋·鄧洛普·杜羅伊·德布利奎·加爾布雷思，CH，PC（英語：Thomas Galloway Dunlop du Roy de Blicquy Galbraith, 2nd Baron Strathclyde，1960年2月22日—），英國保守黨籍政治人物，曾於戴维·卡梅伦的第一任內閣任上議院領袖及蘭開斯特公爵領地事務大臣直至2013年。

## 早年
施瑞德勳爵生於蘇格蘭格拉斯哥，父親為蘇格蘭統一黨政治人物、格拉斯哥希爾黑德選區國會議員塔姆·加爾布雷思，母親是比利時人西蒙妮·杜羅伊·德布利奎。21歲時，父親身故，四年後祖父第一代斯特拉斯克萊德勳爵亦過世，令他繼承了爵位。

## 政治生涯
1986年受封爵時進入上議院，兩年後獲任政府黨鞭，開展了其連續二十多年的前座議員政治生涯。2013年，希望重回商界因而辭任內閣職位，時任首相戴维·卡梅伦稱「對其離開覺得傷感，因為其透徹了解上院的運作」，及後獲頒名譽勳位以彰其上院貢獻。
1999年上議院法令通過，當選為其中一個世襲貴族議員，得以保留議席。
分別於2000年及2004年被第四台和旁觀者評為年度最佳貴族。

## 個人生活
施瑞德勳爵現時為威灵顿公学的校董。2018年7月，獲其母校东英吉利亚大学頒發名譽民法博士學位。
2004年至09年期間，擔任托克一間對沖基金子公司的董事，其資產估計約一千萬英鎊。該公司曾捲入科特迪瓦拋棄有毒廢料事件中。
有報道指其發展婚外情。